# Natalie Zemon Davis
Natalie Zemon Davis (n. 8 noiembrie 1928, Detroit, Michigan, SUA – d. 21 octombrie 2023, Toronto, Ontario, Canada) a fost o istorică canadiană-americană a perioadei moderne timpurii. A fost profesoară adjunct de istorie și antropologie și profesoară de studii medievale la Universitatea din Toronto din Canada. Munca ei s-a concentrat inițial pe Franța, dar ulterior s-a extins pentru a include și alte părți ale Europei, Americii de Nord și din Caraibe. De exemplu, cartea ei, Trickster Travels (2006), se uită la Italia, Spania, Maroc și alte părți din Africa de Nord și Africa de Vest prin prisma geografiei de pionierat a lui Leo Africanus. Cărțile lui Davis au fost toate traduse în alte limbi. Ea a fost a doua femeie președinte a Asociației Americane de Istorie.
Davis a fost distinsă cu premiul Holberg International Memorial Prize și medalia National Humanities Medal.

## Biografie
Natalie Zemon Davis s-a născut în Detroit, Michigan, într-o familie de evrei din clasa de mijloc. Davis a făcut studii universitare la Smith College, Universitatea Harvard și Universitatea din Michigan, de la care și-a luat doctoratul în 1959. În 1948, s-a căsătorit cu Chandler Davis. Cuplul a avut dificultăți în SUA în perioada de Panică roșie. Și-a pierdut funcția de profesor în Michigan, iar în anii 1960 s-au mutat în Canada (Toronto) cu cei trei copii ai lor.
Natalie Zemon Davis a predat ulterior la Universitatea Brown, la Universitatea din Toronto, la Universitatea California din Berkeley, iar din 1978 până la pensionarea ei în 1996, la Universitatea Princeton, unde a devenit profesor de istorie și director al Centrului pentru Studii Istorice Shelby Cullom Davis. Pe lângă cursurile de istoria Franței moderne timpurii, ea a predat și co-predat cursuri de istorie și antropologie, istoria socială evreiască modernă timpurie și istorie și film. Ea a fost, de asemenea, o figură importantă în studiul istoriei femeilor și a genului, înființând, împreună cu Jill Ker Conway un curs la această materie în 1971 la Universitatea din Toronto: unul dintre primele din America de Nord.
După pensionare, a locuit în Toronto, unde a fost profesor adjunct de istorie și antropologie și profesor de studii medievale la Universitatea din Toronto. Ea a murit de cancer pe 21 octombrie 2023, la vârsta de 94 de ani.

## Interese de cercetare și lucrări
Principalele interese ale lui Natalie Davis au fost istoria socială și culturală, în special a celor ignorați anterior de istorici. Ea a folosit numeroase surse precum dosare judiciare, piese de teatru, înregistrări notariale, liste fiscale, cărți și pamflete tipărite, autobiografii și basme populare. Davis era o susținătoare a istoriei interdisciplinare, care constă în combinarea istoriei cu discipline precum antropologia, etnografia și teoria literară. În Society and Culture in Early Modern France (1975), ea a explorat viețile artizanilor și țăranilor: relația lor cu Reforma protestantă, carnavalurile, revoltele și violența religioasă și impactul tiparului asupra modurilor lor de gândire.
În cartea ei cea mai cunoscută publicului, The Return of Martin Guerre (1983), ea a urmărit un caz celebru al unui impostor din secolul al XVI-lea într-un sat din Pirinei pentru a vedea cum gândeau țăranii despre identitatea personală. Inspirată de microistoria lui Carlo Ginzburg din cartea The Cheese and the Worm, cartea lui Davis a apărut din experiența ei de consultanță ca istorică pentru filmul lui Daniel Vigne Le retour de Martin Guerre. Cartea ei a apărut pentru prima dată în franceză în 1982, în același timp cu premiera filmului.
Interesul lui Davis pentru povestire a continuat cu cartea ei, Fiction in the Archives: Pardon Tales and their Tellers in 16th-century France (1987), un studiu al poveștilor pe care oamenii din toate clasele le-au spus regelui pentru a fi grațiați pentru omucidere. În Women on the Margins (1995), ea a analizat relatările autobiografice a trei femei din secolul al XVII-lea și a discutat despre rolul religiei în viața lor.
Cartea ei despre The Gift in Sixteenth-Century France (2000) este atât o imagine a cadourilor și mitei în secolul al XVI-lea, cât și o discuție despre un mod viabil de schimburi de piață. În Trickster Travels (2006), ea descrie modul în care musulmanul nord-african „Leo Africanul” (Hasan al-Wazzan) de la începutul secolului al XVI-lea a reușit să trăiască creștin în Italia, după ce a fost răpit de pirații creștini și, de asemenea, își vede scrierile ca pe un exemplu de „posibilitate de comunicare și curiozitate într-o lume divizată de violență”. În 2017, a fost consultantă istorică pentru piesa a lui Wajdi Mouawad Tous des Oiseaux, care a avut premiera la Paris la Théâtre de La Colline. Situată în actualele New York și Ierusalim, piesa urmărește o familie germană/israeliană afectată de conflict când fiul genetician vrea să se căsătorească cu o femeie arabo-americană care își face teza de doctorat despre Hassan al-Wazzan/ Leo Africanul. Cartea ei Istorii împletite despre Surinam -ul secolului al XVIII-lea studiază rețelele de comunicare și asociere între familii, atât sclave, cât și libere, de pe plantațiile coloniștilor creștini și evrei.

## Premii și recunoaștere
- 2000: Premiul Aby Warburg pentru știință în științe umaniste, acordat de orașul Hamburg
- În 2010, Davis a fost distinsă cu Holberg International Memorial Prize, în valoare de 4,5 milioane de coroane norvegiene (~700.000 USD), pentru abordarea sa narativă a domeniului istoriei. Citarea a spus că narațiunea ei convingătoare „arată cum anumite evenimente pot fi narate și analizate, astfel încât să dezvăluie tendințe istorice mai profunde și modele de gândire și acțiune subiacente”.[34]
- În 2011, Davis a fost aleasă în Societatea Filozofică Americană.[35]
- Pe 29 iunie 2012, Davis a fost numit Companion of the Order of Canada, cea mai înaltă clasă din ordin[36][37][38]
- Ea a primit versiunea canadiană a medaliei jubileului de diamant reginei Elisabeta a II-a în 2012.[39]
- Pe 10 iulie 2013, Davis a primit Medalia Națională de Științe Umaniste din 2012 de la președintele Barack Obama pentru „perspectivele ei asupra studiului istoriei și elocvența ei exigentă în a aduce în atenție trecutul”.[40]

## Lucrări
- "The Rites of Violence: Religious Riot in Sixteenth-Century France", Oxford University Press, 1973.
- Society and Culture in Early Modern France: Eight Essays, Stanford, California: Stanford University Press, 1975.
- "Women's History" in Transition: the European Case" pages 83–103 from Volume 3, Issue 3, Feminist Studies, 1976.
- "Beyond the Market: Books as Gifts in Sixteenth-century France" pages 69–88 from Transactions of the Royal Historical Society Volume 33, 1983.
- The Return of Martin Guerre, Cambridge, MA: Harvard University Press, 1983.
- Frauen und Gesellschaft am Beginn der Neuzeit, Berlin: Wagenbach, 1986.
- Fiction in the Archives: Pardon Tales and their Tellers in Sixteenth Century France, Stanford, California: Stanford University Press, 1987.
- Renaissance and Enlightenment Paradoxes, co-edited with Arlette Farge, Cambridge, MA: Belknap Press, 1993. Volume III of A History of Women in the West. [Originally published in Italian in 1991.]
- Women on the Margins: Three Seventeenth-century Lives, Cambridge, MA: Harvard University Press, 1995.
- Remaking Impostors: From Martin Guerre to Sommersby, Egham, Surrey, UK: Royal Holloway Publications Unit, 1997.
- The Gift in Sixteenth-Century France, University of Wisconsin Press, 2000
- Slaves on Screen: Film and Historical Vision, Cambridge, MA: Harvard University Press, 2002
- Trickster Travels: A Sixteenth-Century Muslim Between Worlds New York: Hill & Wang, 2006.[41]
- Listening to the Languages of the People: Lazare Sainéan on Romanian, Yiddish, and French. Budapest, Central European University Press, 2022,[42]